# Powiat Záhony
Powiat Záhony (węg. Záhonyi járás) – jeden z jedenastu powiatów komitatu Szabolcs-Szatmár-Bereg na Węgrzech. Siedzibą władz jest miasto Záhony.

## Miejscowości powiat Záhony
- Benk
- Eperjeske
- Győröcske
- Komoró
- Mándok
- Tiszabezdéd
- Tiszamogyorós
- Tiszaszentmárton
- Tuzsér
- Záhony
- Zsurk